# Autumn (holenderski zespół muzyczny)
Autumn – holenderska grupa metalowa, założona w 1995 roku.

## Muzycy
| Obecny skład zespołu - Marjan Welman – śpiew (2008– ) - Jens van der Valk – gitara, wokal wspierający (2002– ) - Mats van der Valk – gitara, wokal wspierający (2005– ) - Jan Munnik – instrumenty klawiszowe (2006– ) - Jerome Vrielink – gitara basowa (2006– ) - Jan Grijpstra – perkusja (1996– ) |  | Byli członkowie zespołu - Hildebrand van de Woude – perkusja (1995–1996) - Welmoed Veersma – śpiew, flet (1996–1999) - Jeroen Bakker – gitara (1999–2001) - Bert Ferweda – gitara (1995–2001) - Jasper Koender – gitara, flet (2001–2005) - Meindert Sterk – gitara basowa, śpiew (1995–2006) - Menno Terpstra – instrumenty klawiszowe (1996–2006) - Nienke de Jong – śpiew (1999–2008) |

## Dyskografia
| 1997                           | Samhain (demo) - Data: 1997 - Wydawca: brak (wydanie własne)                    | –  |
| 2002                           | When Lust Evokes The Curse - Data: 24 czerwca 2002 - Wydawca: Epic Records      | –  |
| 2004                           | Summer’s End - Data: 24 września 2004 - Wydawca: The Electric Co.               | 60 |
| 2005                           | Gallery of Reality (singel) - Data: 1 kwietnia 2005 - Wydawca: The Electric Co. | –  |
| 2007                           | My New Time - Data: 7 maja 2007 - Wydawca: Metal Blade Records                  | 72 |
| 2009                           | Altitude - Data: 13 lutego 2009 - Wydawca: Metal Blade Records                  | 94 |
| 2011                           | Cold Comfort - Data: 4 listopada 2011 - Wydawca: Metal Blade Records            | –  |
| „–” pozycja nie była notowana. |                                                                                 |    |